# Regierungstruppe des Protektorats Böhmen und Mähren
Die Regierungstruppe des Protektorats Böhmen und Mähren (kurz Regierungstruppe, tschechisch Vládní vojsko) war eine bewaffnete Formation des Protektorats Böhmen und Mähren. Sie wurde nach der „Zerschlagung der Rest-Tschechei“ und der Gründung des Protektorats durch das nationalsozialistische Deutschland am 25. Juli 1939 aufgestellt und diente ausschließlich zeremoniellen Zwecken. Ihre Truppenstärke betrug 280 Offiziere und 7000 Soldaten.

## Geschichte

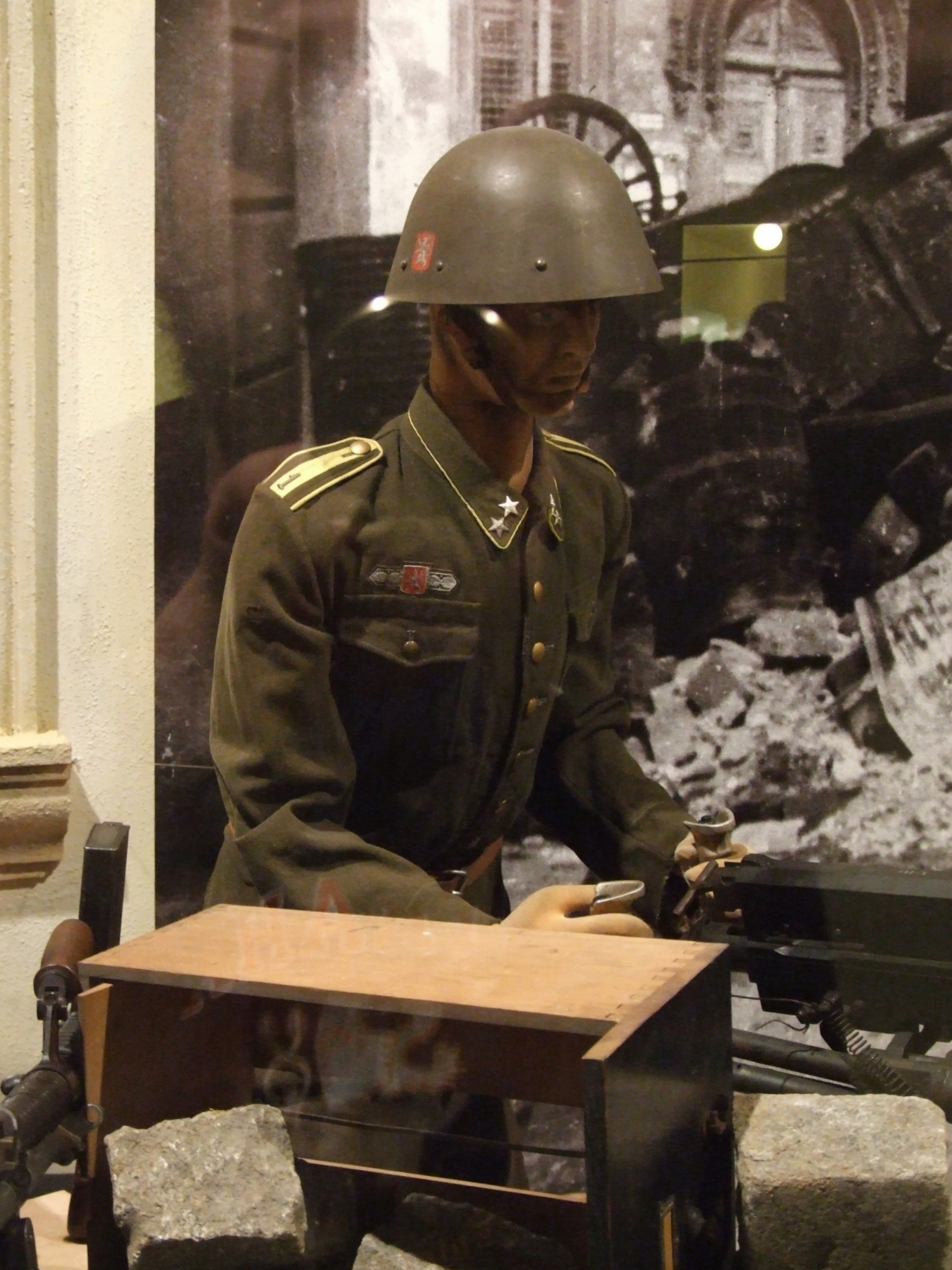
Uniform der Regierungstruppe, Dienstgrad vrchní strážmistr (Oberfeldwebel)

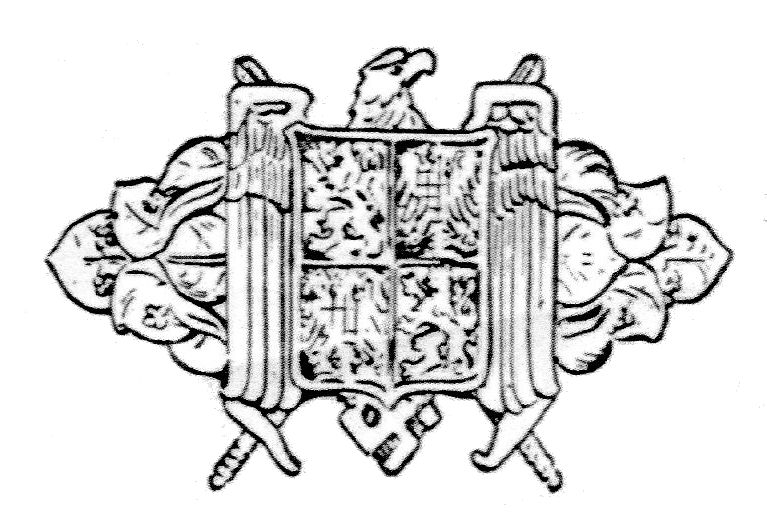
Leistungsabz. der Regierungstruppe, darauf Wappen des Protektorats

Die Aufstellung Protektorats-eigener Streitkräfte, die nach amtlicher Lesart der „Wahrung der inneren Ruhe und Ordnung“ dienen und einen Aufstand von Soldaten der seit dem 15. März 1939 aufgelösten Tschechoslowakischen Armee verhindern sollte, sollte einen Anschein von Unabhängigkeit des Protektorats wahren. Tatsächlich diente sie nur zeremoniellen Zwecken. Für den Schutz der deutschen Oberhoheit im Protektorat sorgten Wehrmachtseinheiten, etwa 5.800 Mitglieder der Gestapo und ein System von Spitzeln.
Für die Aufnahme in die Regierungstruppe war ein Alter von 18 bis 25 Jahren, einwandfreier Gesundheitszustand, eine Mindestgröße von 165 cm, eine abgeschlossene Volksschulausbildung sowie politische Zuverlässigkeit verlangt. Eingestellt wurden nur unverheiratete und kinderlose Männer tschechischer Volkszugehörigkeit. Das Führungsorgan der Regierungstruppe war die Generalinspektion mit Sitz im ehemaligen Gebäude des tschechoslowakischen Verteidigungsministeriums. Ihr unterstanden drei Regional-Kommandos (entsprechend den Kommandanturen der Regimenter). In der Regierungstruppe dienten maximal etwa 7.000 Soldaten (darunter ca. 280 Offiziere) in zwölf Bataillonen in der Stärke von je 480–540 Mann. Zum Generalinspekteur der Regierungstruppen wurde der General I. Klasse (entspricht General der Waffengattung) Jaroslav Eminger ernannt. Dies blieb er für die gesamte Dauer des Zweiten Weltkrieges. Überwacht wurden die Regierungstruppen von einer Verbindungsstelle namens Deutscher Verbindungsstab bei der Regierungstruppe des Protektorats Böhmen und Mähren. Diesen kommandierten nacheinander die Generäle Erich Friderici (Juli 1939 bis Oktober 1941), Rudolf Toussaint (Oktober 1941 bis September 1943 und dann wieder von Juli 1944 bis Mai 1945) und Ferdinand Schaal (September 1943 bis Juli 1944). Die Regierungstruppe war die einzige Institution des Protektorats, in der als Verkehrssprache ausschließlich die tschechische verwandt wurde.
Einheiten wurden in erster Linie für Wach- und Paradeaufgaben geschult. Schießübungen wurden aufgrund der geringen Zuweisung von Munition sehr begrenzt durchgeführt, bei diesen wurden oft nur Pistolen verwandt. Manöver oder Geländeübungen fanden nie statt. Auch die Bewaffnung der Regierungstruppe war nur leicht, sie entsprach eher der einer Polizeieinheit (keine Flugzeuge, Panzer, gepanzerte Fahrzeuge, Artillerie, Maschinenwaffen oder Handgranaten). Die Soldaten wurden meist zum Katastrophenschutz, aber nur selten zur Bandenbekämpfung eingesetzt. Dies lag wohl vor allem an der Unzuverlässigkeit der Regierungstruppen, denn bei der Verfolgung von Partisanen oder der Aufklärung von Sprengstoffanschlägen wurden aufgrund von absichtlichem Behindern der Soldaten und Offiziere kaum Ergebnisse erzielt. 72 ihrer Mitglieder wurden wegen Widerstand verhaftet und 33 in Konzentrationslager eingeliefert. Staatspräsident Emil Hácha machte deutschen Stellen zweimal den Vorschlag zur Entsendung einer „Tschechischen Legion“ (České legie) an die Ostfront. Dies scheiterte trotz ähnlicher Bestrebungen des OKW vor allem am Misstrauen Hitlers aufgrund der Erfahrung des Ersten Weltkrieges mit Massendesertionen tschechischer Soldaten zu den Russen.

### Kriegsende
Im Mai 1944 wurden elf der zwölf Bataillone der Regierungstruppe nach Oberitalien zu Bau- und Schanzarbeiten verlegt. Als einziges Bataillon verblieb die Burgwache in Prag um ihre Aufgabe als Wache des Staatspräsidenten des Protektorats Böhmen und Mähren wahrzunehmen. Dies geschah vor allem, da man befürchtete, dass sich die Soldaten der sich nähernden Roten Armee anschließen könnten. Die Generalinspektion lag in Verona, die drei untergeordneten Regional-Kommandos in Bologna, Varese und Turin. Operativ unterstellt war sie dem SSPF Oberitalien Mitte Ernst-Albrecht Hildebrandt. Insgesamt wurden 5.002 Mannschaften und 272 Offiziere entsendet. Trotz der anfänglichen Verbote erforderte die Situation den Einsatz der Regierungstruppe im Kampf gegen italienische Partisanen. Diese Auseinandersetzungen kosteten auf Seiten der Regierungstruppen 10 Tote und 15 Verwundete. Etwa 800 Soldaten schlossen sich den Partisanen an oder desertierten (offiziell galten sie als „entführt“). Der Rest der Regierungstruppe wurde im Oktober 1944 entwaffnet (nur Offiziere durften ihre persönliche Waffe behalten) und alle elf Bataillone in Arbeits-Bataillone umgegliedert, um in den Alpen Festungsanlagen zu bauen. Die Soldaten erlebten das Kriegsende in Italien und kehrten im Juli 1945 in die Tschechoslowakei zurück. Die zurückgebliebene Burgwache nahm im Mai 1945 am Prager Aufstand teil. Der Generalinspekteur der Regierungstruppe Jaroslav Eminger wurde nach Kriegsende von den Kommunisten der Kollaboration mit den Deutschen beschuldigt, die Anschuldigungen aber im April 1947 fallen gelassen.

## Gliederung
Generalinspektion – Prag-Dewitz (General I. Klasse Jaroslav Eminger)
Regional-Kommando I – Prag (General III. Klasse František Fabian, ab 1942 General III. Klasse Karel Pražák)
1. Bataillon – Prag u. Lana (Wache der Prager Burg, Sitz des Staatspräsidenten des Protektorats Böhmen und Mähren)
2. Bataillon – Rakonitz u. Kralowitz
3. Bataillon – Pisek u. Moldautein
4. Bataillon – Tschaslau u. Beneschau
5. Bataillon – Kuttenberg
Regional-Kommando II – Königgrätz (General III. Klasse Karel Procházka)
6. Bataillon – Königgrätz
7. Bataillon – Josefstadt
8. Bataillon – Jitschin u. Turnau
11. Bataillon – Reichenau an der Knieschna u. Adlerkosteletz
Regional-Kommando III – Brünn (General III. Klasse Eduard Horák)
9. Bataillon – Hohenmauth
10. Bataillon – Butschowitz u. Bisenz
12. Bataillon – Leipnik

## Dienstgrade
| 1939–40                                  | 1940–45                               | Entsprechender Dienstgrad des Heeres der Wehrmacht |
| ---------------------------------------- | ------------------------------------- | -------------------------------------------------- |
| Vojín (Gemeiner)                         | Střelec (Schütze)                     | Schütze                                            |
| Svobodník (Gefreiter)                    | Svobodník (Gefreiter)                 | Gefreiter                                          |
| Desátník (Korporal)                      | Desátník (Korporal)                   | Stabsgefreiter                                     |
| Četař (Zugsführer)                       | Četař (Zugsführer)                    | Unteroffizier                                      |
| Rotný (Rottmeister)                      | Rotný (Rottmeister)                   | Unterfeldwebel                                     |
| Rotmistr (Kompaniefeldwebel)             | Strážmistr (Wachtmeister)             | Feldwebel                                          |
| Štábní rotmistr (Stabsfeldwebel)         | Vrchní strážmistr (Oberwachtmeister)  | Oberfeldwebel                                      |
| Praporčík (Fähnrich)                     | Štábní strážmistr (Stabswachtmeister) | Stabsfeldwebel                                     |
| Poručík                                  | Poručík                               | Leutnant                                           |
| Nadporučík                               | Nadporučík                            | Oberleutnant                                       |
| Kapitán                                  | Hejtman                               | Hauptmann                                          |
| Štábní kapitán (Stabskapitän)            | Hejtman I. třídy (Hetman I. Klasse)   | -                                                  |
| Major                                    | Major                                 | Major                                              |
| Podplukovník                             | Podplukovník                          | Oberstleutnant                                     |
| Plukovník                                | Plukovník                             | Oberst                                             |
| Generál III. třídy (General III. Klasse) | Generál III. třídy                    | Generalmajor                                       |
| Generál II. třídy (General II. Klasse)   | Generál II. třídy                     | Generalleutnant                                    |
| Generál I. třídy (General I. Klasse)     | Generál I. třídy                      | General der Waffengattung                          |

## Verweise